# Passero-foki csata
A Passero-foki tengeri csata 1718. augusztus 11-én folyt le Spanyolország és Nagy-Britannia Egyesült Királyságának hadiflotta-kötelékei között, Szicília délnyugati csücskénél, a Passero-foknál (Capo Passero). Az összeütközésre a négyes szövetség háborúját közvetlenül megelőző hadművelet során, de négy hónappal a formális hadüzenetek elküldése előtt zajlott le. Az ütközetben az Antonio de Gaztañeta admirális vezette spanyol expedíciós flotta döntő vereséget szenvedett a George Byng admirális által vezetett brit flottillától, ezzel lehetővé vált, hogy a Habsburg Birodalom csapatai 1719-re visszafoglalják Szicíliát. (Az olasz Passero-fok neve más idegen nyelvekben Passaro-fokként is íródhat.)

## Előzmények
Az utrechti békeszerződésben Spanyolországot megfosztották minden itáliai és németalföldi birtokától. V. Fülöp spanyol király fegyverrel kívánta visszaszerezni elvesztett tartományait. A spanyol expanziós tervek miatt 1717. január 4-én Franciaország, Nagy-Britannia és a Holland Köztársaság megkötötte a hármas szövetséget.
1717 novemberében a spanyol hadsereg – kihasználva az 1716-ban kitört Habsburg–török háborút – megszállta a Habsburg Birodalomhoz tartozó Szardínia szigetét. A baszk származású Antonio de Gaztañeta (Castaneta) admirális által irányított spanyol flottakötelék július 3-án csapatokat tett partra Szicíliában is, a Savoyai-ház birtokán. Bevették Palermót, és hamarosan elfoglalták az egész szigetet. Ausztria csak a pozsareváci békeszerződés megkötése (1718. július 21.) után tudott érdemben reagálni. 1718. augusztus 2-án a londoni egyezményben a VI. Károly német-római császár is csatlakozott a hármas szövetséghez, létrejött a négyes szövetség, amely ultimátumot küldött a madridi kormánynak, követelve a megszállt területek kiürítését, hadüzenet fenyegetése alatt.
Nápoly osztrák alkirálya, Wirich Philipp von Daun tábornok birodalmi csapatokat gyűjtött össze, de Szicíliába való átszállításukat a spanyol flotta közelsége lehetetlenné tette. Nagy-Britannia ekkor még nem állt hadban Spanyolországgal, de I. György brit király, mint Hannover választófejedelme, formálisan a német-római császár hűbérese volt. Részben emiatt, részben a gyermek XV. Lajos trónjának megszerzésére irányuló spanyol tervek miatt Nagy-Britannia király úgy döntött, támogatja a császár dél-itáliai háborúját. John Byng admirális parancsnoksága alatt a Földközi-tenger nyugati medencéjébe küldött egy erős flottillát, hivatalosan csak „a brit kereskedelmi érdekek védelmében.”

## Az ütközet lefolyása
A brit flottakötelék a szicíliai partvidék mentén haladva kutatott a spanyol flotta után. 1718. augusztus 10-én a reggeli órákban Byng meglátta a spanyol felderítő hajókat a Messinai-szorosban. A nap és az éjszaka folyamán Byng 21 hajóból álló flottája a part mentén áthajózott a szoroson. Augusztus 11-én Szicília délkeleti csúcsánál, a Passero-fok (vagy Passaro-fok) közelében meglepte Gaztañeta admirális kb. 30 hajóból álló spanyol flottáját. A mintegy 26 hadihajó, 2 gyújtóhajó, 4 bombavető hajó, és 7 gálya mellett a spanyol flottát számos hadianyag-szállító és raktárhajó kísérte.
A brit flotta feltűnésekor a spanyol kötelék laza alakzatban hajózott. Gaztañeta még nem tudhatott a négyes szövetség egy héttel korábbi megalakulásáról, sem a Madridba küldött hadüzenetről. A brit flotta közeledését nem értelmezték ellenséges harci cselekménynek. A brit csoportból Byng kikülönítette leggyorsabb járatú hajóit, hogy a könnyű reggeli szélben előőrsként haladjanak. A két flotta igen közel került egymáshoz.
Gaztañeta utasítására a hátsó sorokban haladó kisebb hajók a part felé indultak, a nagy hadihajók a brit flottakötelék elé hajóztak. Byng utasítására George Walton kapitány vezetése alatt a HMS Canterbury, HMS Bonaventure, HMS Argyll, HMS Burford és négy másik brit hajó kivált a kötelékből, és a kisebb spanyol hajók csoportja után eredt. A nap folyamán Walton csoportja utolérte és elfogta szinte az összes kisebb spanyol hajót. Ezeket utóbb Menorcán gyűjtötték össze.

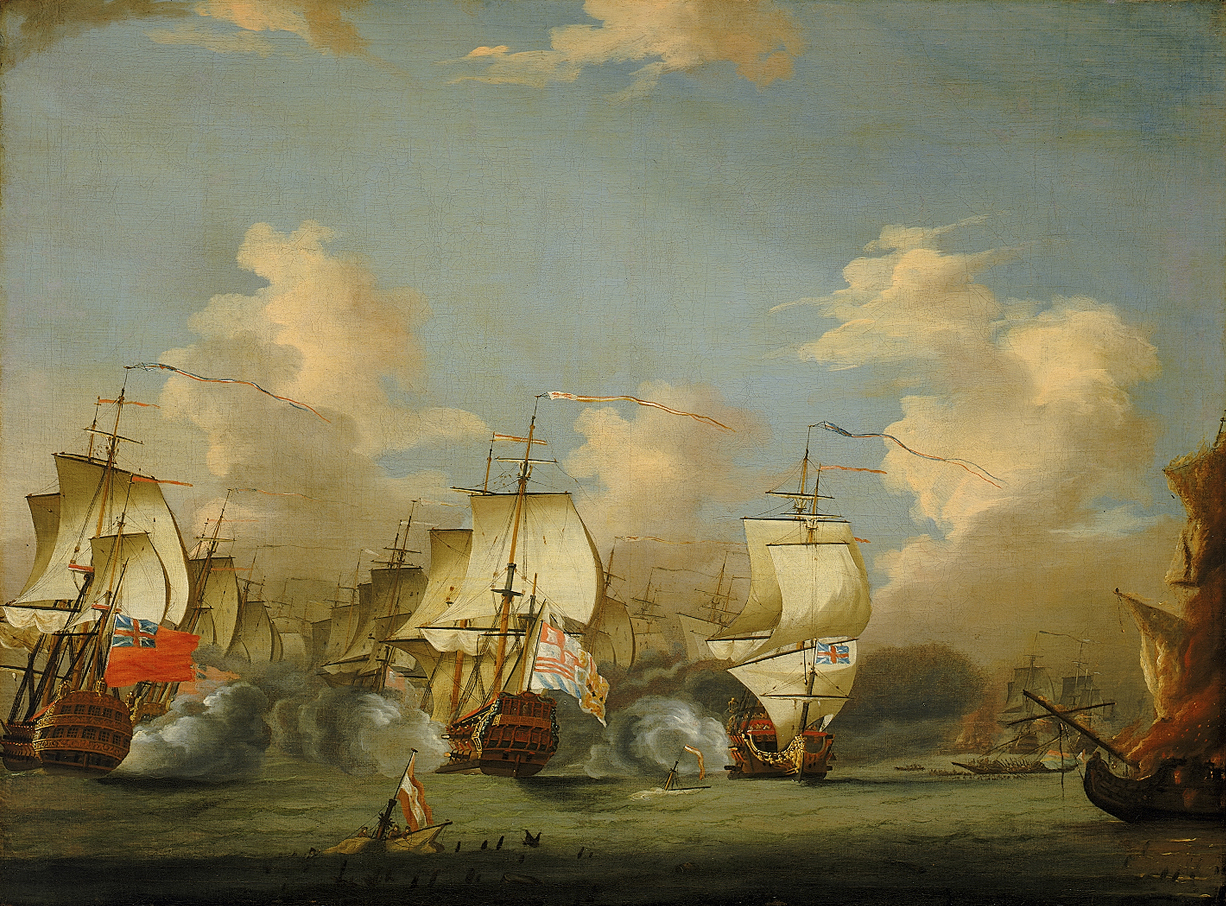
Brit hajók tűz alá veszik a San Felipe el Real zászlóshajót (középen)

A brit flotta zöme laza vonalban szétbontakozott a spanyol flotta körül. A spanyol hajók hadrendbe sorakoztak, Byng hajói a spanyol vonal mindkét oldalán pozíciókat foglaltak. A két flotta óvatosan kerülgette egymást. Mivel nem állt fenn hivatalos hadiállapot, Gaztañeta került minden provokációt, de hajóit készenlétbe hozta.
Délutánra Byng admirális sógora, Streynsham Master kapitány, a HMS Superbe parancsnoka – állítólag unalmában – támadást intézett Gaztañeta zászlóshajója, a San Felipe El Real ellen. A spanyol admirális mindkét lábán megsebesült, hajóját Master kapitány megadásra kényszerítette. A tengeri hadviselés történetében ritkán esett meg, hogy egy magányos hadihajó kapitánya önálló akcióban fogságba ejti az ellenséges flotta főparancsnokát. A parancsnok nélkül maradt spanyol flotta szétszóródott, a hajók különböző irányokban igyekeztek menekülni. A történet más változata szerint a spanyolok tüzeltek először, Byng hadmozdulataival ügyesen provokálta Gaztañetát. A kialakuló csatában a brit flotta (Byng hivatalos jelentése szerint „önvédelemből”) szétverte a spanyol köteléket (10 sorhajót és 4 fregattot zsákmányoltak, 4 sorhajót elsüllyesztettek).

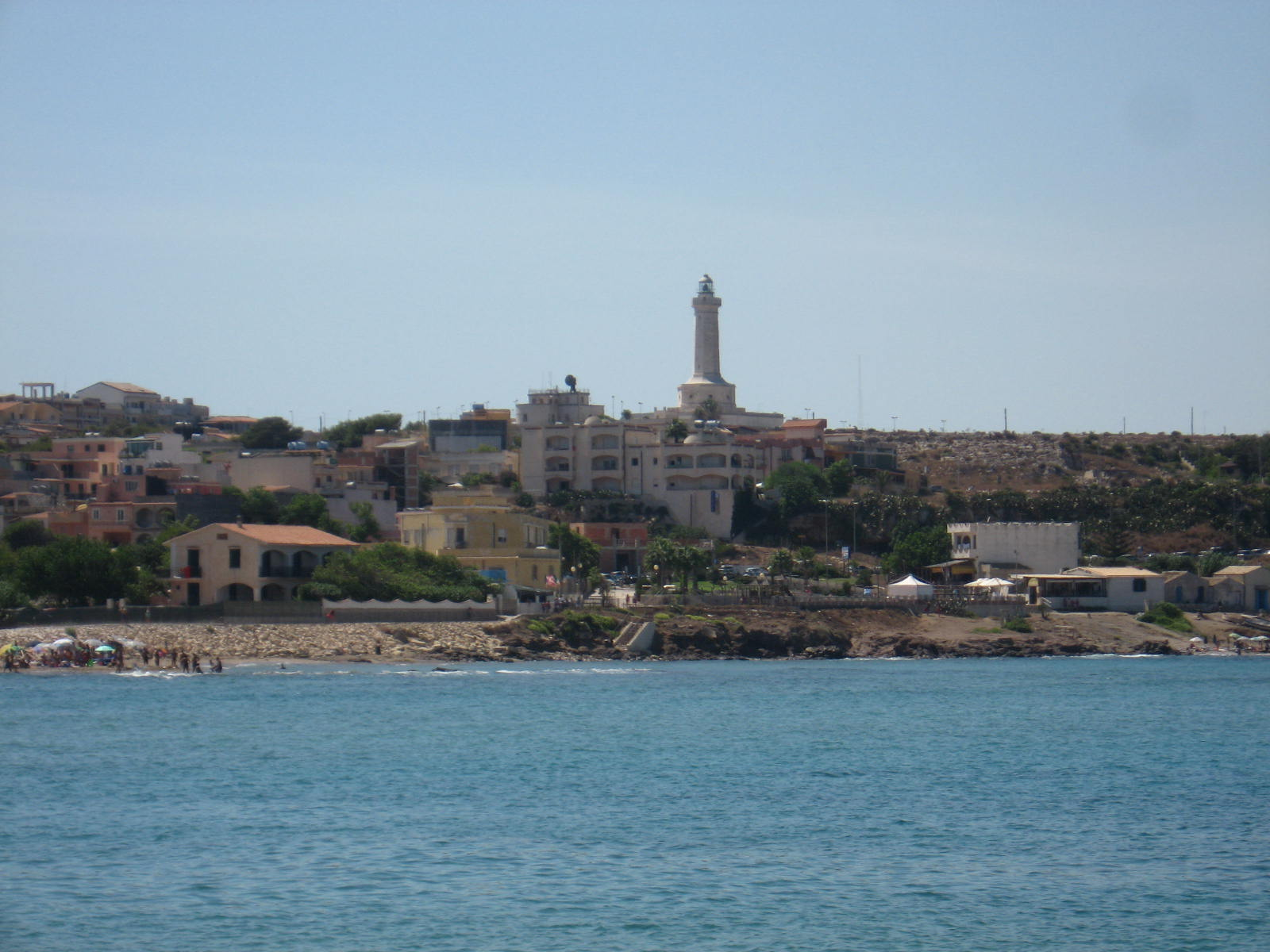
A Passero-foki világítótorony

## Következmények
Az 1710-es években újonnan felépített spanyol királyi flotta erejének megtörése megnyitotta az utat Szicília visszafoglalása előtt. A Szardínián és a Szicíliában álló spanyol csapatok utánpótlása nehezebbé vált. A brit hajók 1718. október 13-án Milazzo közelében partra szállították a Nápolyi Királyságban összegyülekezett Habsburg-haderőt. 1718. december 17-én Spanyolország elutasította az ultimátumot, erre Nagy-Britannia, a Habsburg Birodalom (Ausztria) és a Francia Királyság hadat üzent. Megkezdődött a négyes szövetség háborúja (1718–1720). A spanyol flotta fenyegetésétől megszabadulva a Szicíliában operáló császári szárazföldi hadsereg a következő évben, 1719-ben visszafoglalta Messinát, az oda menekült spanyol hajókat a kikötőben elpusztították. A szorongatott Spanyolország 1720-ban fegyverszünetet kért. A hágai békeszerződésben V. Fülöp spanyol király elfogadta a négyes szövetség feltételeit és kivonta csapatait Szardíniáról és Szicíliából.
A győztes Byng admirálist I. György brit király busásan megjutalmazta. Teljhatalmat adott neki, hogy az Egyesült Királyság nevében tárgyalhasson az itáliai fejedelemségek uralkodóival. 1721-ben, amikor Byng visszatért Londonba, a király a brit királyi flotta ellentengernagyává nevezte ki, helyet adott neki a belső királyi tanácsban (Privy Council), végül nemesi címeket adott neki: Southill bárójává nevezte ki, és megtette a devoni Torrington első vikomtjává.
A csatában elfogott spanyol hajók közül a 80 ágyús Principe de Asturias korábban a brit flotta kötelékébe tartozott, HMS Cumberland néven. 1707-ben, a spanyol örökösödési háború során egy ütközetben a franciák elfogták, és később eladták a spanyoloknak. A Passero-foki csata után a visszaszerzett hajót a britek a Habsburg Birodalomnak adták el. 1731-ben, a lengyel örökösödési háború előestéjén a britek felajánlották a spanyoloknak, hogy a Menorcán veszteglő többi elzsákmányolt hajót visszaadják Spanyolországnak. De a gondozás nélkül hagyott hajók állaga addigra annyira leromlott, hogy használhatatlanná váltak, bontásra kerültek.
A Passero-foki tengeri csata szokatlan vonása, hogy békeidőben zajlott, hadüzenetek váltása nélkül. Diplomáciai szempontból egy európai hatalmi szövetség kollektív biztonsági intézkedésének tekinthető, amelyben Nagy-Britannia, a Habsburg Birodalom és Franciaország megkísérelték helyreállítani az 1713–14-es utrechti, rastatti és badeni békeszerződésekben kialakított, Spanyolország által felborított európai nagyhatalmi egyensúlyt. Ami a tengeri hadviselés tudományát illeti, Sir George Byng ellentengernagy bemutatta, hogy a Királyi Haditengerészet nem ragaszkodik mereven a harcvonalban való támadáshoz, sikeresen és rugalmasan képes alkalmazkodni a szokatlan harci helyzetekhez is. Mindazonáltal nem tagadható, hogy Byng megsemmisítő győzelmében nagy szerepet játszott az ultimátumról nem tudó Gaztañeta admirális gyanútlansága és elővigyázatlansága.